# Решётка Браве
Решётка Браве́ — понятие для характеристики кристаллической решётки относительно сдвигов. Названа в честь французского физика Огюста Браве. Решёткой или системой трансляций Браве называется набор элементарных трансляций или трансляционная группа, которыми может быть получена вся бесконечная кристаллическая решётка. Все кристаллические структуры описываются 14 решётками Браве, число которых ограничивается симметрией.

## Типы решёток Браве
Разделяют двухмерные и трёхмерные решётки Браве. 
- Пять двухмерных решёток Браве

| Решётка                      | Элементарная ячейка                                                         | Точечная группа симметрии |
| ---------------------------- | --------------------------------------------------------------------------- | ------------------------- |
| Косоугольная                 | Параллелограмм; {\displaystyle a\not =b,\varphi \not =90^{\circ }}          | 2                         |
| Квадратная                   | Квадрат; {\displaystyle a=b,\varphi =90^{\circ }}                           | {\displaystyle 4mm}       |
| Гексагональная               | {\displaystyle 60^{\circ }} ромб; {\displaystyle a=b,\varphi =120^{\circ }} | {\displaystyle 6mm}       |
| Примитивная прямоугольная    | Прямоугольник; {\displaystyle a\not =b,\varphi =90^{\circ }}                | {\displaystyle 2mm}       |
| Центрированная прямоугольная | Прямоугольник; {\displaystyle a\not =b,\varphi =90^{\circ }}                | {\displaystyle 2mm}       |

Обозначение {\displaystyle mm} указывает на наличие двух видов плоскостей зеркального отражения, которые не переводятся одна в другую путем действия поворотных осей 2,4 или 6.
- Четырнадцать трёхмерных решёток Браве обычно подразделяются на семь систем, в соответствии с семью различными типами элементарных ячеек: триклинной, моноклинной, ромбической, тетрагональной, кубической, тригональной и гексагональной. Каждая из систем характеризуется своим соотношением осей a,b,c и углов {\displaystyle \alpha ,\beta ,\gamma }.

| Кристаллографическая система | Число ячеек в системе | Символ ячейки | Характеристики элементарной ячейки                                          |
| ---------------------------- | --------------------- | ------------- | --------------------------------------------------------------------------- |
| Триклинная                   | 1                     | P             | {\displaystyle a\not =b\not =c;\alpha \not =\beta \not =\gamma }            |
| Моноклинная                  | 2                     | P, C          | {\displaystyle a\not =b\not =c;\alpha =\gamma =90^{\circ }\not =\beta }     |
| Ромбическая                  | 4                     | P, C, I, F    | {\displaystyle a\not =b\not =c;\alpha =\beta =\gamma =90^{\circ }}          |
| Тетрагональная               | 2                     | P, I          | {\displaystyle a=b\not =c;\alpha =\beta =\gamma =90^{\circ }}               |
| Кубическая                   | 3                     | P, I, F       | {\displaystyle a=b=c;\alpha =\beta =\gamma =90^{\circ }}                    |
| Тригональная                 | 1                     | R             | {\displaystyle a=b=c;\alpha =\beta =\gamma <120^{\circ },\not =90^{\circ }} |
| Гексагональная               | 1                     | P             | {\displaystyle a=b\not =c;\alpha =\beta =90^{\circ };\gamma =120^{\circ }}  |

## Решётка Браве и структура кристалла
Решётка Браве является математической моделью, отражающей трансляционную симметрию кристалла. В общем случае решётка Браве не совпадает с реальным кристаллом, а узлы не соответствуют атомам (поскольку кристаллическая решётка может содержать более одного атома в элементарной ячейке). Поэтому следует отличать кристаллическую решётку и решётку Браве. Термин теории групп «решётки в евклидовом пространстве» соответствует именно решёткам Браве.

Неоднозначность выбора трансляционных векторов. Площадь элементарных ячеек одинакова

## Построение типов решётки Браве
Понятие решётки Браве связано с основными трансляционными векторами. Основным трансляционным вектором называется минимальный в данном направлении вектор перехода из данной точки в ближайшую эквивалентную. В трёхмерном случае таких некомпланарных векторов будет три (обозначим {\displaystyle {\vec {a}}_{1}}, {\displaystyle {\vec {a}}_{2}}, {\displaystyle {\vec {a}}_{3}}). 
Задав нулевую точку, строим совокупность точек по правилу:
{\displaystyle {\vec {a}}=n_{1}{\vec {a}}_{1}+n_{2}{\vec {a}}_{2}+n_{3}{\vec {a}}_{3}},
где {\displaystyle n_{1}}, {\displaystyle n_{2}}, {\displaystyle n_{3}} — произвольные целые числа. Получившаяся решётка — решётка Браве.

## Примитивная ячейка
Примитивная ячейка решётки Браве — параллелепипед, построенный на основных векторах трансляции. Выбор этих векторов неоднозначен (см. рис.), но объём элементарной ячейки {\displaystyle \Omega =\left({\vec {a}}_{1}\cdot \left[{\vec {a}}_{2}\times {\vec {a}}_{3}\right]\right)} не зависит от выбора трансляционных векторов. Это связано с инвариантностью получающегося определителя относительно сложения и вычитания строк.
На примитивную ячейку решётки Браве приходится один узел.
Примитивную ячейку можно задать и другими способами. Например, в форме ячейки Вигнера-Зейтца наглядно видно, что на ячейки приходится один узел.
Примитивную ячейку обратной решётки в форме ячейки Вигнера-Зейтца в обратном пространстве — первая зона Бриллюэна.
По симметрии элементарной ячейки выделяют сингонии в кристаллографии и физике твёрдого тела.